# Ліжер-Вілледж-Вест (Нью-Джерсі)
Ліжер-Вілледж-Вест (англ. Leisure Village West) — переписна місцевість (CDP) в США, в окрузі Оушен штату Нью-Джерсі. Населення — 3692 особи (2020).

## Географія
Ліжер-Вілледж-Вест розташований за координатами 40°0′37″ пн. ш. 74°16′54″ зх. д. / 40.01028° пн. ш. 74.28167° зх. д. (40.010227, -74.281723).  За даними Бюро перепису населення США в 2010 році переписна місцевість мала площу 3,16 км², з яких 3,13 км² — суходіл та 0,03 км² — водойми.

## Демографія
Згідно з переписом 2010 року, у переписній місцевості мешкали 3493 особи в 2347 домогосподарствах у складі 978 родин. Густота населення становила 1104 особи/км².  Було 2665 помешкань (842/км²).
Расовий склад населення:
| - 97,1 % — білих - 1,6 % — чорних або афроамериканців - 0,7 % — азіатів - 0,1 % — корінних американців |

До двох чи більше рас належало 0,3 %. Частка іспаномовних становила 1,9 % від усіх жителів.
За віковим діапазоном населення розподілялося таким чином: 0,2 % — особи молодші 18 років, 19,8 % — особи у віці 18—64 років, 80,0 % — особи у віці 65 років та старші. Медіана віку мешканця становила 76,3 року. На 100 осіб жіночої статі у переписній місцевості припадало 60,8 чоловіків;  на 100 жінок у віці від 18 років та старших — 60,7 чоловіків також старших 18 років.